# Završnica Svjetskog prvenstva u nogometu 2006.
Finale Svjetskog nogometog prvenstva 2006.  odigrano je 9. srpnja 2006. na Olimpijskom stadionu u Berlinu, između reprezentacija Italije i Francuske. Talijani su slavili nakon boljeg izvođenja jedanaesteraca i tako po četvrti puta postali svjetski prvaci.

## Sažetak
Utakmica je počela u 20:00h i prva je prilika bila ona Francuza. Nakon 7 minuta igre argentinski sudac Horacio Elizondo dodijelio je jedanaesterac Francuzima, nakon što je Marco Materazzi u šesnaestercu oborio Florenta Maloudu. Zinédine Zidane, koji je sjajno igrao cijelo prvenstvo, s bijele je točke nadmudrio talijanskog vratara Buffona i Francuzi su se približili osvajanju druge titule prvaka svijeta. No Talijani su počeli pritiskati i izjednačenje je stiglo 12 minuta poslije. Andrea Pirlo je izveo korner, a Materazzi je u skoku loptu glavom spremio u mrežu.
Do kraja je bilo zanimljivo, s prilikama s jedne i druge strane; talijanski napadač Luca Toni pogodio je u 35. minuti gredu, a kasniji mu je pogodak poništen zbog zaleđa, dok su Francuzi tražili novi jedanaesterac nakon kontakta Maloude i talijanskog braniča Gianluce Zambrotte. No, 90 minuta je završilo bez daljnih pogodaka. Na početku 1. produžetka Franck Ribéry je imao krasnu priliku za Francusku, no lopta je otišla pokraj gola.

### Zidaneovo isključenje
U 110. minuti su se porječkali Materazzi i Zidane, nakon čega je potonji udario Talijana glavom u prsa i oborio ga na pod. Hector Elizondo nije odmah vidio incident, no nakon što mu je na njega radiovezom skrenuo pažnju četvrti sudac, Španjolac Luis Medina Cantalejo, nije imao izbora i pokazao je Zidaneu crveni karton. Ovaj je događaj izazvao brojne kontroverze i donekle bacio sjenu na Zlatnu loptu koja je Zidaneu dodijeljena kao najboljem igraču Svjetskog prvenstva.

### Jedanaesterci
Kako Talijani u 10 preostalih minuta nisu iskoristili prednost igrača više, pristupilo se izvođenju jedanaesteraca. Prvi izvođač bio je Talijan Pirlo. Postigao je pogodak, no Francuz Sylvain Wiltord uzvraća istom mjerom. Materazzi je pogodio za 2:1, nakon čega David Trézéguet pogađa gredu. Daniele De Rossi povećava talijansko vodstvo, a Éric Abidal smanjuje na 3:2. Alessandro Del Piero također je iskoristio svoju priliku, kao i posljednji francuski pucač na ovom prvenstvu, Willy Sagnol. Pri rezultatu 4:3 za Italiju, Fabio Grosso, junak polufinala protiv Njemačke, pucao je i pogodio te donio Talijanima naslov prvaka svijeta.

## Statistika
| Italija Tamnoplave majice/Bijele hlače/Tamnoplave čarape | 1:1 5:3 (11 m) | Francuska Bijele majice/Tamnoplave hlače/Bijele čarape |
| Izbornik: Marcello Lippi Momčad: 1 0Buffon (GK) 3 0Grosso 5 0Cannavaro 23 Materazzi 19 Zambrotta 5' 8 0Gattuso 10 Totti (do 61') 16 Camoranesi (do 86') 20 Perrotta (do 61') 21 Pirlo 9 0Toni Zamjene: Peruzzi (GK) Ameila (GK) Zaccardo De Rossi (od 61') Barzagli Nesta Oddo Barone Gilardino Iaquinta (od 61') Inzaghi Del Piero (od 86') Strijelci: Marco Materazzi 19' Jedanaesterci: Andrea Pirlo Marco Materazzi Daniele De Rossi Alessandro Del Piero Fabio Grosso | Poluvrijeme: 1:1 Natjecanje: Svjetsko prvenstvo u nogometu – Njemačka 2006. Datum: nedjelja, 9. srpnja 2006., 20:00 sati Stadion: Olympiastadion, Berlin Gledatelja: 69.000 Sudac: Horacio Elizondo Pravila: 90 minuta, produžeci, jedanaesterci. Maksimum od 3 zamjene. | Izbornik: Raymond Domenech Momčad: · 16 Barthez (GK) · 3 0Abidal · 5 0Gallas · 15 Thuram · 19 Sagnol 12' · 4 0Vieira (do 56') · 6 0Makélélé 76' · 7 0Malouda 111' · 10 Zidane 110' · 22 Ribéry (do 100') · 12 Henry (do 107') Zamjene: · Coupet (GK) · Landreau (GK) · Boumsong · Chimbonda · Givet · Silvestre · Dhorasoo · A. Diarra (od 56') · Saha · Govou · Wiltord (od 107') · Trézéguet (od 100') Strijelci: Zinedine Zidane 7' (pen.) Jedanaesterci: Sylvain Wiltord · David Trézéguet · Éric Abidal · Willy Sagnol · |

## Vanjske poveznice
- Službeno izvješće Arhivirana inačica izvorne stranice od 10. ožujka 2008. (Wayback Machine) na fifa.com (engl.)
- Izvješće o finalu na dnevnik.hr